# 滕皮斯特峰
84°31′S 164°11′E / 84.517°S 164.183°E
滕皮斯特峰（Tempest Peak），是南極洲的山峰，位於沙克爾頓海岸，處於斯托姆峰東北面6公里，屬於亞歷山德拉皇后山脈中馬歇爾山脈的一部分，海拔高度3,410米，現時由南極條約體系管理。